# アフターマス・エンターテインメント
アフターマス・エンターテインメント（Aftermath Entertainment）は、1996年、ドクター・ドレーによって設立されたアメリカのレコードレーベル。ユニバーサル ミュージック グループ内のインタースコープ・レコード傘下で活動している。

## 歴史
ドクター・ドレーは、1996年3月にデス・ロウを離脱してすぐアフターマス・エンターテインメントを立ち上げた。その年末までに、立ち上げメンバーと共に、コンピレーション・アルバム『ドクター・ドレー・プレゼンツ…ジ・アフターマス』を発表した。
1997年、ドーン・ロビンソンがR&Bグループのアン・ヴォーグから脱退し、アフターマスと契約することを発表した。しかし、その後、ドレーが自分の仕事をなかなか始めようとしないことを批判し、突如レーベルを去っていった。1997年秋、ヒップホップ界から豪華な顔ぶれが結集したザ・ファーム（ナズ、AZ、フォクシー・ブラウンなど）の唯一のアルバム『ザ・ファーム (The Album)』をインタースコープと共同で発表した。ドクター・ドレーが楽曲提供だけでなく、カメオ参加も果たし、『ビルボード』誌のアルバム・チャートで初登場1位を記録し、100万枚の売上（プラチナディスク）も達成したが、目指していた水準の商業的成功にまでは至らなかった。この結果を受けて、ザ・ファームは解散することになった。
アフターマスは続いてキング・ティーを大々的に送り出すが、大失敗に終わり、解雇された。すでに大御所だったラキムもアフターマスと契約を結んだが、法的な問題に加え、復活アルバムの製作過程で生じた衝突により、彼もレーベルを後にすることになってしまった。このように、旗揚げからしばらくは、アフターマスは順調とは言えない滑り出しだった。
1998年、インタースコープの幹部、ジミー・アイオヴィンの紹介を受けて、デトロイトを拠点として活動していたエミネムと契約を結んだ。翌年、エミネムのメジャー・デビュー作『ザ・スリム・シェイディ LP』が発表され、全米2位・400万枚の大ヒットを記録した。これにより、アフターマスはようやく商業的に大成功と呼べるアルバムをリリースすることができ、以降レーベルは右肩上がりに成長していく。その後エミネムは2作目の『ザ・マーシャル・マザーズ・LP』以降9作連続で全米1位を記録する(継続中)など、アフターマスのみならず全世界を代表するラッパーとなり、アフターマスの顔となる。
同じく1999年、ドクター・ドレーが、1992年に発売したアルバム『ザ・クロニック』以来となる自身のアルバム『2001(英語版)』を発表した。ドレーの盟友であるスヌープ・ドッグをフィーチャリングしたリード・シングルである「スティル D.R.E.」や、すでにレーベルの顔となっていたエミネムとフィーチャリングした『フォガット・アボウト・ドレ』の大ヒットもあり、全米800万枚の売上を記録した。
その後、アフターマスは、ヒットマン、トゥルース・ハーツ、ザ・ラスト・エンペラーなど、続々と新たなアーティストと契約し、拡大路線に入るが、ほとんどがアルバムを1枚も発表しないうちに脱退している。2003年には、エミネムのレーベルであるシェイディー・レコードと共同で、50セントのデビュー・アルバム『ゲット・リッチ・オア・ダイ・トライン』を発表し、全米1位を記録。シングル「イン・ダ・クラブ」は2003年の年間1位も記録した。その後、アフターマスから総計5枚のアルバムをリリースするが、2014年にレーベルを移籍している。
2012年には、ドクター・ドレーと同郷出身のラッパーであるケンドリック・ラマーとの契約を発表。翌年、メジャー・デビュー作品である『グッド・キッド、マッド・シティー』を発表。全米で100万枚を売るなど大ヒットを記録しただけでなく、批評家からも非常に高い評価を受けることとなった。その後、2015年に『トゥ・ピンプ・ア・バタフライ』、2017年に『DAMN.』を発表し、いずれも高い評価を得ている。
2016年にアンダーソン・パークと契約し、アフターマスに加入しているのはドクター・ドレー、エミネム、ケンドリック・ラマー、アンダーソン・パークの4人となった。